# High School Musical 2
High School Musical 2  es la secuela de la película juvenil musical High School Musical, estrenada el 17 de agosto de 2007 en Estados Unidos en Disney Channel. En Hispanoamérica se estrenó el 22 de noviembre de 2007.
El estreno trajo una excelente audiencia televisiva, con 17.300.000 espectadores, casi diez millones de espectadores más que la primera película, High School Musical, creando un récord de televisión por cable en la historia del país. Ha sido, hasta ahora, la película con más audiencia de Disney Channel.
Fue seguida por una secuela estrenada en 2008, High School Musical 3: Senior Year.

## Argumento
Los "Wildcats" de la secundaria East High están listos para divertirse como nunca ahora que han llegado las vacaciones de verano. Troy se llena de entusiasmo cuando le ofrecen un trabajo en un club llamado "Lava Springs", pero todo es parte del plan de Sharpay para alejarlo de Gabriella. No resultó el plan como ella lo esperaba, ya que el encargado del club de campo, Thomas Fulton, contrata a la secundaria completa, provocando la furia incontrolable de Sharpay.
Sharpay presenta a Troy a sus padres, y a gente influyente de las mejores universidades y lo tienta con una beca para estudiar si canta con ella en el festival de talentos del club, todo esto para evitar que esté al lado de Gabriella y sus amigos, lo que lo deja obsesionado por obtenerla. Cuando Kelsi ha hecho una canción para el show para Troy y Gabriella, Sharpay termina plagiando la canción de Kelsi y cantar con Troy, y Sharpay tenía planeado actuar con su hermano, Ryan, en el festival y él al ver que Sharpay piensa dejarlo de lado en el festival, decide unirse al resto de sus compañeros de East High y los ayuda a preparar su actuación para el festival. Sharpay al saberlo consigue que los chicos no puedan participar y obliga que Fulton no participen en el show.
Troy cada vez pasa más tiempo con Sharpay y con la gente de la alta sociedad, alejándose de sus amigos y de su novia Gabriella, y produciendo el rechazo de sus compañeros "Wildcats". Gabriella deja el club de campo en una escena muy emotiva, pues solo había ido a trabajar allí para pasar tiempo con Troy, y él está demasiado ocupado intentando conseguir su beca.	 
Después de todo lo ocurrido, Troy reflexiona sobre la situación y luego se da cuenta de que sus amigos son más importantes y le dice a Sharpay que ya no actuará y volverá a trabajar en la cocina del club, y que es a eso a lo que fue a ese lugar. Se reconcilia con sus amigos y Ryan pide a Troy que actúe con Sharpay sin decirle que planeó una canción nueva. Cuando llega el momento de la actuación ni Troy ni Sharpay saben nada de la nueva canción y es que Ryan lo ha arreglado todo para que Troy salga a cantar y quien lo acompañe sea Gabriella, con éxito. El premio del festival evidentemente iba a ser para Sharpay, pero antes de que anuncien al ganador ella toma el premio y se lo entrega a Ryan.	 
La película finaliza con el esperado beso entre Troy y Gabriella en la última noche de los "Wildcats" en el club de campo, y una escena con todos los wildcats en su último día del verano en la piscina del club, con una pequeña aparición de la Diva de Disney Channel Miley Cyrus. Durante los créditos, se muestran las escenas de bloopers en la película.

## Elenco y personajes

### Principal
- Zac Efron como Troy Bolton.
- Vanessa Hudgens como Gabriella Montez.
- Ashley Tisdale como Sharpay Evans.
- Lucas Grabeel como Ryan Evans.
- Corbin Bleu como Chad Danforth.
- Monique Coleman como Taylor McKessie.

### Secundario
- Chris Warren como Zeke Baylor.
- Olesya Rulin como Kelsi Nielsen.
- Ryne Sanborn como Jason Cross.
- Mark L. Taylor como Thomas Fulton.
- Robert Curtis Brown como Vance Evans.
- Jessica Tuck como Darby Evans.
- Kaycee Stroh como Martha Cox.
- Bart Johnson como Jack Bolton.
- Tanya Chisholm como Jackie.
- Kelli Baker como Lea.
- Mccark Clark como Enma.

## Banda sonora
La banda sonora de la película fue lanzada el 14 de agosto de 2007 en Estados Unidos.

## Versiones
Al igual que la primera película, High School Musical 2 posee varias versiones diferentes, que son transmitidas por Disney Channel ocasionalmente y algunas de ellas están incluidas en el DVD.

## Producción
El 19 de febrero de 2007, el elenco completo comenzó los ensayos en  Saint George, Utah y en Salt Lake City, Utah.
El 6 de marzo, comenzó el rodaje de la película. Las primeras escenas se realizaron en Salt Lake City en el East High School. Cuatro días más tarde, el 10 de marzo, el elenco se trasladó al Snow Canyon Country Park, St. George, Utah para filmar el resto de la película, finalizando el rodaje el 16 de abril del mismo año.

## DVD

### Versión Extendida
El DVD de High School Musical 2, bajo el título High School Musical 2: Versión Extendida fue lanzado el 11 de diciembre en Estados Unidos y el mismo día fue lanzada la versión en Blu-ray de esta película.
En Hispanoamérica fue lanzado el 21 de noviembre, mientras que en España fue lanzado el 3 de diciembre. El DVD incluye:
- Errores de Grabación
- Música y más
  - Escena musical inédita y agregada la Edición Extendida: Humuhumunukunukuapua'a. o en español "Jumu jumu nucu nucu a púa á"
  - El Karaoke de High School Musical.
  - Sing-along: Canta con nosotros
  - Videos musicales (escenas musicales internacionales):
    - Eres la Música en Mi (Paulina Holguín y Roger), Eres la Música en Mi (Valeria Gastaldi y Daniel Martins). (Hispanoamérica y España)
    - Gotta Go My Own Way (French Version) (Nikki Yanofsky), Eres la Música en Mi (Paulina Holguín y Roger). (Estados Unidos).
- Disney tras Bambalinas
  - Ensayo de Bailes (Los ensayos y primeras tomas de las escenas musicales)
  - Avance de Phineas y Ferb (Serie Original de Disney Channel)
  - Avance y video musical de Hannah Montana (Serie Original de Disney Channel). Solo en la versión para Hispanoamérica y España.

El Blu-ray de la película fue lanzado el mismo día e incluye el mismo material adicional que en el DVD. El único cambio visible es un ligero cambio en los menús.

### Dance Edition!
El nuevo DVD de High School Musical 2, titulado como Dance Edition! que fue lanzado el 23 de septiembre en USA, mientras que en España el 8 de octubre de 2008 para celebrar el próximo estreno para High School Musical 3 , cargada de varios bónus y escenas editadas jamás vistas.
Aún no se han confirmado las fechas de lanzamiento para Hispanoamérica.
En él, se podrán apreciar todos los bonus de la versión Extendida además de otros como:
- El Dance-Along de High School Musical 2
- Escenas jamás vistas
- Avance exclusivo a High School Musical 3: Senior Year
- High School Confidencial: Descubre todos los secretos de High School Musical 2 en 12 entretenidos reportajes
- Cómo se hizo la escena musical "Humuhumunukunukuapua'a"
- Los preferidos del reparto
- En las localizaciones
- En la cocina
- Video musical "All For One"
- Videos musicales alrededor del mundo.
- Todos...

## Estreno
High School Musical 2 se estrenó a nivel mundial en una función especial en el cine AMC del Downtown Disney en Disneyland Resort, y en adelante las fechas de estreno en otros países varían de acuerdo con la programación del canal y otros aspectos comerciales de la franquicia.

## Premios y nominaciones
| Año  | Premio                                     | Categoría                                                                        | Nominados                                                                                     | Resultado | Ref    |  |
| ---- | ------------------------------------------ | -------------------------------------------------------------------------------- | --------------------------------------------------------------------------------------------- | --------- | ------ |  |
| 2007 | Premios American Music                     | Banda sonora favorita                                                            | High School Musical 2 (banda sonora)                                                          | Ganador   | [ 8 ]  |  |
| 2007 | Bravo Magazine Award                       | Bravo Otto para TV Star - Hombre                                                 | Zac Efron                                                                                     | Ganador   |        |  |
| 2007 | CMA Wild and Young Awards                  | Mejor Canción Internacional                                                      | "You Are the Music in Me" cantada por Zac Efron y Vanessa Hudgens y escrita por Jamie Houston | Ganador   |        |  |
| 2007 | Family Television Awards                   | Mejor Actor                                                                      | Zac Efron                                                                                     | Ganador   |        |  |
| 2007 | Nickelodeon Australian Kids' Choice Awards | Estrella Favorita de Cine                                                        | Zac Efron                                                                                     | Ganador   | [ 9 ]  |  |
| 2007 | Nickelodeon Australian Kids' Choice Awards | ¡Tan caliente ahora mismo!                                                       | High School Musical 2                                                                         | Ganador   | [ 9 ]  |  |
| 2007 | Nickelodeon UK Kids' Choice Awards         | Mejor Actriz de TV                                                               | Ashley Tisdale                                                                                | Ganador   | [ 10 ] |  |
| 2007 | Nickelodeon UK Kids' Choice Awards         | Mejor Actor de TV                                                                | Zac Efron                                                                                     | Nominado  | [ 10 ] |  |
| 2007 | People's Choice Awards                     | Estrella Favorita por debajo de los 35                                           | Zac Efron                                                                                     | Ganador   |        |  |
| 2007 | Teen Choice Awards                         | Choice TV: Película                                                              | High School Musical 2                                                                         | Ganador   | [ 11 ] |  |
| 2007 | BKN Awards                                 | Película + BKN                                                                   | High School Musical 2                                                                         | Ganador   |        |  |
| 2008 | ALMA Award                                 | Director destacado de una película hecha para televisión                         | Kenny Ortega                                                                                  | Ganador   | [ 12 ] |  |
| 2008 | ASTRA Awards                               | Programa Internacional Favorito                                                  | High School Musical 2                                                                         | Ganador   | [ 13 ] |  |
| 2008 | ASTRA Awards                               | Personalidad o actor internacional favorito                                      | Zac Efron                                                                                     | Nominado  | [ 13 ] |  |
| 2008 | Cinema Audio Society Awards                | Logro destacado en la mezcla de sonido para películas y miniseries de televisión | Douglas Cameron, Terry O'Bright y Keith Rogers                                                | Nominado  | [ 14 ] |  |
| 2008 | Premios del Sindicato de Actores           | Logro directivo sobresaliente en el programa para niños                          | Kenny Ortega                                                                                  | Nominado  |        |  |
| 2008 | Golden Reel Award                          | Mejor edición de sonido: música para televisión de formato largo                 | Michael Dittrick y Amber Funk                                                                 | Ganador   | [ 15 ] |  |
| 2008 | Image Award                                | Programa para niños sobresaliente                                                | High School Musical 2                                                                         | Nominado  | [ 16 ] |  |
| 2008 | PGA Awards                                 | Productor destacado de televisión de larga duración                              | Bill Borden y Barry Rosenbush                                                                 | Nominado  | [ 17 ] |  |
| 2008 | Premios Primetime Emmy                     | Coreografía Sobresaliente                                                        | Kenny Ortega, Bonnie Story y Charles Klapow                                                   | Nominado  |        |  |
| 2008 | Premios Primetime Emmy                     | Programa para niños sobresaliente                                                | Don Schain, Bill Borden y Barry Rosenbush                                                     | Nominado  |        |  |
| 2008 | Television Critics Association Awards      | Logro excepcional en programación infantil                                       | High School Musical 2                                                                         | Nominado  | [ 18 ] |  |